# Obsession (album Shayne Ward)
Obsession è il terzo album di inediti del cantante pop britannico Shayne Ward, pubblicato il 15 novembre 2010 dall'etichetta discografica Syco.
L'album è stato anticipato dal singolo Gotta Be Somebody, cover dell'omonimo brano dei Nickelback, pubblicato nella versione di Ward il 7 novembre 2010, una settimana prima del disco. Il brano Nobody Knows è una cover di Tony Rich, incisa originariamente nel 1996.
Ha riscosso un discreto successo di vendite, raggiungendo l'undicesima e la quindicesima posizione in classifica rispettivamente in Irlanda e Regno Unito.

## Tracce
CD (Syco 88697658952)
1. Gotta Be Somebody – 3:41 (Chad Kroeger, Ryan Peake, Mike Kroeger, Daniel Adair)
2. Obsession – 3:34 (Rami Yacoub, Savan Kotecha, Shayne Ward)
3. Must Be a Reason Why... – 3:20 (Chris Brann, Lucas Secon, Mintman) – (feat. J. Pearl)
4. Close to Close – 3:33 (Max Martin, Arnthor Birgisson, Savan Kotecha)
5. Waiting in the Wings – 4:03 (Andreas Romdhane, Josef Larossi, Andrew Frampton, Shayne Ward)
6. Foolish – 3:18 (Darin Zanyar, Tony Nilsson)
7. Someone Like You – 3:01 (Lucas Secon, Wayne Hector, Andrea Martin)
8. Human – 4:11 (Ginny McGrail, Jonas Myrin, Lars Aass, Ole Henrik Antonsen)
9. Crash – 3:52 (Andreas Romdhane, Joseph Larossi, Claude Kelly)
10. Nobody Knows – 4:47 (Joe Rich, Don DuBose)

Durata totale: 37:20

## Classifica
| Classifica (2010) | Posizione raggiunta |
| ----------------- | ------------------- |
| Irlanda           | 11                  |
| Regno Unito       | 15                  |